# Irretroatividade
Irretroatividade é a qualidade de não retroagir, não ser válido para o passado. 
As leis e atos normativos em geral, a princípio, são editadas para que passem a valer para o futuro, desde a data da publicação ou a partir de um período fixado, geralmente no final do seu texto.
A principal razão para isso é que, se o ato passa a ser de cumprimento obrigatório, não poderia ser exigido antes do seu conhecimento dos que devem cumpri-lo. Isso não impede, todavia, que uma lei que institua um benefício a ser concedido pelo Poder Público (um aumento salarial aos servidores públicos, por exemplo), gere efeitos retroativos, como exceção à regra geral.

## Princípio da Irretroatividade da lei

### No Direito Tributário
O princípio da irretroatividade da lei, especialmente no âmbito do Direito Tributário, é a regra geral, significando que deve-se aplicar a lei vigente no momento da ocorrência do fato gerador.
Tratando-se, assim, de aumento de tributo, o princípio da irretroatividade da lei deve ser cumprido rigorosamente, não sendo possível em um Estado democrático de direito que se exija o pagamento de tributos relativamente a atos jurídicos já realizados.
Existem “aparentes” exceções previstas no CTN:
Art. 106 do CTN – lei meramente interpretativa (lei que explica o conceito que já consta na legislação e, por isso, pode retroagir), sanção menor (para casos de sanções não definitivamente julgados = não houve lançamento ou extinção. Apenas para o caso de multa, se for para o caso de alíquota não retroage)
Art. 144, §único do CTN – Estabelece novos critérios para lançamento tributário

### No Direito Penal
O princípio da irretroatividade da lei também tem aplicação pacífica tratando-se da definição de novas hipóteses para a caracterização de crime ou contravenção, ou mesmo aumento da pena ou nova agravante.
Dessa forma, no momento que o agente realiza um ato que possa ser moral ou socialmente condenável, ele tem condições de saber de antemão se a lei penal caracteriza aquela ação como crime ou não, se haveria algum agravante e qual a pena máxima prevista.
Aplica-se aqui o princípio universalmente aceito do nullum crimen 
nulla poena sine lege (princípio da Legalidade ou Reserva Legal ), que o Código Penal brasileiro colocou no seu artigo primeiro nos seguintes termos: "Art.1. Não há crime sem lei anterior que o defina. Não há pena sem prévia cominação legal".

## Exceções ao princípio da irretroatividade da lei
No Direito Penal, a irretroatividade não tem aplicação se a lei estabelecer pena mais branda ou deixar de considerar alguma ação como crime. É a chamada retroatividade benigna.

### No Brasil
De acordo com o artigo 106 do Código Tributário Nacional - CTN, é possível a aplicação retroativa da lei, desde que nos mesmos contornos da retroatividade do Direito Penal.
Isso implica dizer que no direito tributário, tal como no direito penal, apenas admite-se a retroatividade benigna.
Nos termos do artigo 106 do CTN, a lei aplica-se a ato ou fato pretérito:
- em qualquer caso, quando seja expressamente interpretativa, excluída a aplicação de penalidade à infração dos dispositivos interpretados
- tratando-se de ato não definitivamente julgado:
  - quando deixe de defini-lo como infração
  - quando deixe de tratá-lo como contrário a qualquer exigência de ação ou omissão, desde que não tenha sido fraudulento e não tenha implicado em falta de pagamento de tributo
  - quando lhe comine penalidade menos severa que a prevista na lei vigente ao tempo da sua prática.

#### Jurisprudência
A jurisprudência reconhece a aplicação retroativa em ambas as hipóteses do referidas no art. 106 do CTN, como se observa nas seguintes decisões (trechos de ementas):
- "(...)Nos termos da legislação tributária (CTN, art. 106), a lei só pode ser aplicada a fato pretérito quando tiver natureza expressamente interpretativa, excluindo a aplicação de penalidades."[1]
- "(...)Nosso sistema tributário adotou, parcialmente, o princípio da retroatividade benéfica, permitindo que a lei nova possa reger fatos geradores pretéritos, desde que se trate de ato não definitivamente julgado. É o que determina o art. 106, II, do CTN."[2]